# 석재
석재(石材)는 건축에 사용되는 재료의 하나로, 산지에서 분리된 개개의 작은 암석 또는 자연암석에서 채취하여 사용목적에 따라 여러 형태로 가공한 것이다. 건축에 이용되는 석종은 화강암, 대리석이 대표적이며 화강암은 외장재, 대리석은 고급 내장재로 선호된다. 그외에 샌드스톤, 라임스톤, 트라버틴, 현무암(화산석) 등이 있다.

## 같이 보기
- 목재
- 벽돌
- 채석장
- 판석